# Ayla figlia della Terra
Ayla figlia della Terra (scritto anche Ayla - Figlia della Terra) è un romanzo fantasy storico del 1980 scritto da Jean M. Auel, primo della serie comunemente nota come I figli della Terra.

## Trama
Un improvviso terremoto lascia orfana una bambina di circa cinque anni, su una terra primordiale popolata da animali giganteschi e feroci, e la piccola assiste impotente alla scomparsa di una tenda ove presumibilmente dormono i suoi genitori.
Dopo aver vagato per un tempo difficile da quantificare, senza cibo né acqua, la bambina viene inseguita da un leone delle caverne - una specie felina preistorica oggi estinta, adattata all'era glaciale - che la induce a rifugiarsi in una piccola caverna, ove però il carnivoro la raggiunge con una zampata, che le provoca una grossa ferita costituita da quattro squarci sulla coscia.
In seguito, spinta dalla sete e sconvolta dalla febbre provocata dall'infezione della ferita, ormai quasi in gangrena, la piccola esce dal suo rifugio e raggiunge un torrente, dove tuttavia collassa per la fatica e la prostrazione.
Qui viene trovata, ormai in fin di vita, da un gruppo di uomini in cerca di un nuovo rifugio - una nuova caverna - a causa dello stesso terremoto che l'ha lasciata orfana.
Il gruppo - che si definisce Clan dell'Orso delle Caverne - dopo aver seppellito i morti e lasciato il rifugio precedente - il terremoto è simbolo della collera degli Spiriti, quindi rimanere lì avrebbe portato disgrazia - fa parte dell'etnia di Neanderthal, e si rende conto che la bimba appartiene alla stirpe dei Cro-Magnon, una specie che loro definiscono "gli Altri".
Il capo, Brun, inizialmente pensa di lasciarla lì a morire, troppo preoccupato di tutelare il Clan, ma la bimba attira l'attenzione di Iza, la Donna Medicina del Clan, sorella del Capo e del Mog-Ur - il termine che indica la guida spirituale del gruppo - che decide di raccoglierla, nonostante lo stato di gravidanza avanzata che la rallenta.
Iza infatti, così come i fratelli, ricorda che la madre della loro madre, a sua volta Donna Medicina, raccolse, curò e guarì un uomo degli "Altri" ferito a un braccio, e quindi sa che le due specie, sebbene diverse, reagiscono ugualmente alle cure del Clan.
Quando la bimba si risveglia, notando quegli esseri tanto diversi da lei, urla e si spaventa, ma le cure di Iza e di suo fratello Creb - questo il nome del Mog-Ur - e la necessità di avere un rifugio la portano a fidarsi di coloro che la stanno aiutando, ed unitamente al trauma, fanno sì che la bimba scordi rapidamente ciò che è accaduto prima del terremoto, affezionandosi velocemente alle persone che la circondano.
La bambina, a differenza del Clan, si esprime moltissimo a voce - i Neanderthal avevano un apparato vocale limitato - e tenta di comunicare, ma non viene capita.
Tuttavia le sue necessità sono lampanti e ciò le permette di essere accudita, e quindi passa qualche giorno.
Quando è certo che sia in grado di sopravvivere, Creb prova a chiederle come si chiami, a gesti. 
La bambina emette un suono incomprensibile e non riproducibile per i suoi nuovi amici, e lo sciamano interpreta a modo suo il vocalizzo con un suono adatto alla propria pronuncia gutturale.
Da quel momento, la bambina prenderà il nome di Ayla.
Nei primi giorni, Ayla non viene considerata se non con curiosità, il capo addirittura valuta di lasciarla da qualche parte dove possa essere trovata.
Iza tuttavia insiste per tenerla con sé, sostenendo che sia stata inviata dagli Spiriti per qualche motivo speciale, e facendo presente al fratello che non vi sono insediamenti degli Altri nelle vicinanze, e che lasciarla vorrebbe dire condannarla di nuovo a morte.
Successivamente, sarà proprio Ayla a vedere per prima quella che diventerà la nuova caverna del Clan, e questo la farà considerare "fortunata" e "protetta da spiriti potenti", il che spingerà Brun ad accoglierla in via definitiva.
Per la tradizione spirituale del Clan, la bambina dovrà quindi avere un "Totem", ovvero uno spirito animale protettivo...Creb, ritiratosi a meditare, identifica questo spirito come il Leone delle Caverne, uno spirito cacciatore, solitamente maschile, difficilmente assegnato ad una donna in quanto troppo potente e virile - le donne del Clan avevano in genere animali piccoli e deboli - che il Mog-Ur crede di individuare con precisione grazie al fatto che proprio la belva ha marchiato la bimba con lo stesso segno che tribalmente viene inciso sulla pelle di coloro che lo hanno come protettore, ovvero quattro tagli paralleli sulla coscia, che certo produrranno cicatrici permanenti.
Già la presenza di un Totem tanto insolito accentua la singolarità di Ayla, ed anche se con il passare del tempo il Clan diventerà la sua famiglia, più di una volta la giovane Cro-Magnon si vedrà rinfacciare la propria diversità...lei è bionda, ha gli occhi chiari, cresce rapidamente in altezza, pur sviluppando relativamente tardi, è capace di ridere, di piangere e di parlare...lei è una degli "Altri".
Nel corso degli anni, la piccola Ayla si troverà a scontrarsi in modo sempre più marcato con coloro che l'hanno accolta...l'apparato vocale dei Neanderthal non è in grado di riprodurre i complessi ed articolati suoni emessi dai Cro-Magnon - idioma che la bambina ha ormai dimenticato - e per questo motivo hanno sviluppato un complicato sistema di comunicazione gestuale, composto da pochi suoni gutturali e caratterizzato principalmente da segni con braccia e mani, che lei imparerà per farsi capire ed accettare.
Allo stesso tempo i Neanderthal hanno quelle che vengono definite le "memorie", un vero e proprio bagaglio di conoscenze con cui ogni piccolo viene messo al mondo: i membri del Clan non devono imparare nulla di nuovo, semplicemente devono andare ad attingere dai propri ricordi sopiti, accedendo all'esperienza che le generazioni prima di loro hanno accumulato...priva di queste conoscenze in quanto di un'altra etnia, Ayla dovrà sviluppare la sua già vivace intelligenza, per acquisire le nozioni necessarie alla vita quotidiana.
Qui si traccia un'altra differenza, che porterà Ayla, durante la sua crescita, ad infrangere molte delle usanze del Clan, proprio perché la sua forma mentale è radicalmente diversa da quella delle persone che l'hanno raccolta...Ayla è curiosa, in grado di imparare, continuamente propensa a porsi domande, e soprattutto avida di capire e comprendere il mondo che la circonda.
Lo sviluppo mentale dei Cro-Magnon, infatti, era basato sull'apprendimento, anziché sulla memoria ancestrale, e per quanto Ayla cerchi di integrarsi e la sua madre putativa tenti di farne una "brava donna del Clan", la sua diversità emerge a più riprese.
Osservando segretamente gli uomini, Ayla impara perciò ad usare una fionda meglio di chiunque di loro, grazie anche alle articolazioni delle braccia, più snelle, leggere e flessibili, che imprimono velocità al proiettile...consapevole di infrangere un tabù - le rigide tradizioni della tribù impongono alle donne il divieto assoluto di maneggiare armi - tiene segreta la sua dote, arrivando a migliorarla ulteriormente con la messa a punto di una tecnica che le permette di lanciare due proiettili in rapida successione, dopo l'aggressione di una lince...rivelerà però il suo segreto quando il nipotino del capo, Brac, verrà trascinato via da una iena in seguito ad una battuta di caccia.
Ayla ucciderà la belva, provvedendo anche a medicare in modo ottimale il bimbo, ma la scoperta del fatto farà decidere a Brun di condannare la ragazza alla "Maledizione di Morte", una misura coercitiva utilizzata per esiliare i membri ribelli del Clan.
La necessità di sopravvivere impedisce infatti al Clan di procedere all'uccisione fisica di un loro membro, per non scatenare vendette nei suoi famigliari...di conseguenza, la Maledizione di Morte relegava i soggetti ritenuti pericolosi, ostili od indesiderabili in una dimensione in cui erano "morti" agli occhi degli altri membri del Clan, con successiva distruzione simbolica di tutti i loro averi. Tale usanza induceva alla fuga i soggetti puniti - che si vedevano completamente ignorare da tutti, come se fossero effettivamente diventati spiriti - che si autocondannavano così a morte certa, privi di risorse e di riferimenti in un ambiente ostile per un individuo rimasto solo.
Brun è costretto, in qualità di capo, ad adottare questa misura, ma all'ultimo momento aggiunge una clausola...se Ayla, dopo un mese, riuscirà a tornare indietro per "grazia degli Spiriti", sarà riaccolta nel Clan.
Il capo ricorre a questa scelta per riconoscenza verso la ragazza, per aver salvato il nipotino da una morte sicura ed orrenda, così da darle una possibilità...è tuttavia persuaso comunque che lei non potrà superare una prova così ardua, tornando secondo la sua idea dal mondo dei morti.
Ayla, annientata quando vede la madre e la sorella adottiva Uba, assieme a Creb, piangerla e distruggere le sue cose, e gli altri ignorarla, fugge...la sua innata vitalità ha però la meglio sulla prostrazione, e forte della promessa del capo si fa coraggio, si organizza, trova cibo e riparo, ed attende il trascorrere dei giorni.
Al suo ritorno, la ragazza viene riaccolta come promesso, e durante una cerimonia in cui vengono evocati gli Spiriti Antichi - ovvero quelli dei tempi antecedenti agli Spiriti dei Totem, appartenenti ad un'epoca in cui le donne del Clan andavano a caccia - a protezione della giovane donna e del suo Clan - Creb infatti, non potendo sapere che le donne degli "Altri" vanno a caccia, pensa che Ayla sia stata illuminata ed ispirata dagli Spiriti più antichi, e per questo si comporti in modo tanto strano, provando un desiderio di cacciare assolutamente anomalo per una femmina del Clan - riceve il permesso di cacciare solo con la fionda, sua arma d'abilità, e le viene per questo attribuito il titolo di Donna che Caccia.
Passano altri anni, Ayla si rende conto di essere diversa da tutti - ha scordato l'aspetto dei suoi simili, ma un giorno vede in una pozza la propria diversità - e teme che nessuno la vorrà mai come compagna, anche per questo motivo infatti, Iza l'ha addestrata fin dall'infanzia assieme alla figlia naturale Uba - avuta dal compagno morto nel terremoto - per essere una Donna Medicina, in modo che potesse avere una posizione sociale propria anziché basarsi su quella di un improbabile compagno.
La sua spiccata intelligenza la porta a diventare molto abile in questa mansione, addirittura raggiungendo i livelli della madre adottiva - Iza arriva a pensare che possa essere figlia di qualche Donna Medicina degli Altri, per l'innata predisposizione dimostrata -  che ha una conoscenza vastissima della medicina naturale...senza dare nell'occhio, poiché vede Creb assistere la sorella - il Mog-Ur affianca la Donna Medicina nella parte spirituale, preclusa alle donne - Ayla impara anche alcuni rituali del Clan.
Mentre quasi tutti i membri del Clan ormai la amano e la stimano, e si sono abituati alle sue stranezze, che sovente liquidano come un comportamento non canonico legato alle sue differenti origini, il figlio del capo, Brud, cova però sin dall'infanzia un odio crescente verso di lei.
Egoista, ottuso, violento e collerico come il proprio Totem - il rinoceronte lanoso - il ragazzo - sebbene abile e dotato - è da sempre avido di attenzioni, che lei pare sottrargli con regolarità - anche se involontariamente - con le sue doti, con la sua diversità, con la sua originalità.
L'odio di Brud toccherà l'apice quando, per umiliarla, costringerà la ragazza a "soddisfare i suoi bisogni", consapevole che una donna deve obbedire all'uomo in ogni circostanza.
Le donne del Clan sono assoggettate alla passività, anche nel sesso...Ayla, sconcertata - nessun uomo le aveva mai manifestato interesse...inoltre, sebbene sia sviluppata fisicamente e più alta e forte rispetto alle coetanee, Ayla ha appena undici anni - dapprima cerca di accontentarlo, ma poi la sua naturale ribellione la porta a reagire, trasformando l'atto in uno stupro in piena regola.
Da quel momento, Brud costringerà regolarmente Ayla a sottostare ai suoi desideri, fino a quando la giovane donna scoprirà di essere incinta.
Il Clan pensa infatti che la gravidanza sia indotta da uno scontro tra Totem, che lottano nel corpo della donna...se c'è mestruo, il Totem femminile vince, e non c'è gravidanza...se il ciclo si interrompe, il Totem maschile sconfigge quello femminile, e c'è concepimento.
Quest'idea - legata alla necessità di spiegare il ciclo e l'inizio della vita - rendeva teoricamente impossibile comprendere chi fosse il padre biologico di un bambino, poiché il bisogno di collaborazione unito alla promiscuità dei rapporti mal tollerava idee come gelosie e tradimento, ed i piccoli della tribù per sopravvivere avevano bisogno dell'aiuto di tutti, senza rancori o risentimenti...pertanto, non essendoci modo di valutare chi fosse il padre di un neonato, in caso di somiglianze si stabiliva semplicemente che il Totem di un certo uomo avesse sconfitto quello di una certa donna, che fosse o meno la sua compagna, estromettendo quindi il rapporto sessuale dall'idea del concepimento.
La gravidanza di Ayla - il cui forte Totem maschile, pressoché invincibile, faceva escludere il fatto che lei potesse avere bambini - sorprende tutti, lei per prima...felice, la ragazza torna a sopportare passivamente Brud, che perde interesse e riprende ad ignorarla ed a perseguitarla solo con parole e botte, ma smettendo di utilizzarla a fini sessuali...la gestazione è però difficoltosa, e lei rischia di morire di parto, poiché il bambino, la cui ossatura ricorda quella del Clan, le crea una lacerazione e le fa perdere molto sangue.
Una volta ripresasi, Ayla scopre che suo figlio è considerato deforme...non accettando che venga ucciso - i bambini deformi non venivano tollerati, ed erano abbandonati alla mercé delle bestie feroci - fugge con lui, in attesa dei sette giorni che, in caso di sopravvivenza del piccino, costringerebbero il capo ad accettarlo nel Clan.
Durante questo secondo isolamento, Ayla si rende conto che il piccolo non è deforme, ma semplicemente un misto dei tratti somatici suoi e del Clan...tale conclusione la porta a sospettare che il concepimento sia qualcosa di più di una lotta tra i Totem, e che l'atto sessuale sia in qualche modo coinvolto.
Rifiutando inizialmente l'idea che farebbe di Brud il padre di suo figlio, la ragazza torna al Clan non dopo sette giorni, ma dopo sei...si rende infatti conto che non può umiliare Brun - al quale deve già molto - per costringerlo ad accettare il bambino.
Una volta tornata, spiega che l'aspetto inconsueto del piccolo è legato al fatto che lei è diversa, quindi non può generare un bambino completamente identico al Clan...Brun, convinto delle sue conclusioni, accetta quindi il bimbo che viene battezzato Durc, come il protagonista ribelle ed innovatore della sua leggenda preferita.
Il Raduno dei Clan, un grande evento che si verifica ogni sette anni, si avvicina...Ayla partecipa come Donna Medicina del Clan di Brun - tutti i Clan infatti sono "dell'Orso delle Caverne", accomunati dalla stessa via spirituale che vede nel plantigrado la massima autorità totemica della loro cultura - al posto di Iza, ormai invecchiata e malata, distinguendosi per abilità e coraggio, e trovando al raduno anche una bimba simile a Durc...scopre infatti che alcune donne del Clan sono state "forzate" da uomini degli Altri, gente simile a lei, e che queste unioni hanno indebolito i Totem delle donne, che hanno quindi generato figli deformi.
La madre della bimba, chiamata Ura, accetta di promettere la piccola in sposa a Durc, consapevole che per lei sarà difficile avere un compagno...Durc appare sfortunato - è deforme e sua madre non è accompagnata - ma ha un Totem da cacciatore - il Lupo Grigio - ed è sotto la protezione del capotribù Brun, oltre ad essere figlio della Donna Medicina, quindi è comunque una situazione vantaggiosa...prima di salutare Ayla, la donna imbarazzata le rivela che l'uomo degli Altri che l'aveva forzata aveva provocato, involontariamente, la morte della sua prima bambina, che era caduta battendo la testa.
Ciò insinua in Ayla il timore nei confronti degli Altri, la sua specie, ma aumenta in lei anche il dubbio che l'atto sessuale abbia davvero a che vedere con la nascita di un bambino.
Nel frattempo si accosta alla cerimonia più importante di tutte, una comunione spirituale tra gli sciamani, preparando per loro il decotto di una particolare radice dalle elevate capacità psicotrope, compito che solo le Donne Medicina della linea di sangue di Iza possono assolvere.
Poiché Uba è troppo giovane, lei - considerata da Iza come una figlia vera - riceve il compito di occuparsene, ma resasi conto di averne fatta troppa a causa dell'inesperienza, e non potendo gettarla perché è troppo sacra per essere sprecata, beve il liquido avanzato.
La radice stimola il suo cervello, già più intelligente ed acuto del normale, portandola ad entrare in contatto telepatico con Creb, che in quanto sciamano più potente dirige le menti degli altri sacerdoti...l'uomo potrebbe denunciarla, potrebbe ucciderla, poiché si tratta di una violazione senza precedenti, passibile di morte...decide però di occultare la presenza di Ayla agli altri sciamani, desiderando invece sapere qualcosa di più della sua specie, "gli Altri".
Creb ed Ayla iniziano così un viaggio telepatico che porta la ragazza all'origine del mondo, agli inizi dell'evoluzione...vede la nascita del Clan, e quella delle due stirpi che per un po' camminano affiancate...ad un certo punto, lei va avanti, ma Creb la segue da vicino...fino a che le arriva la visione di una valle in particolare, con un grande masso erratico che appare sospeso nel vuoto, e quella di uno scorcio del futuro moderno, in cui vede aerei, macchine, autostrade e grattacieli, che lei ancora non comprende ma che fa capire a Creb che la sua giovane specie, con la sua capacità di apprendere, andrà avanti nel destino del mondo, e che il Clan, ormai antico ed incapace di evolversi, è destinato all'estinzione.
Questa esperienza cambierà Ayla per sempre, perché comincerà ad avere visioni profetiche e si sentirà ancora più "diversa" a causa di questa nuova percezione che la radice ed il percorso con Creb hanno aperto in lei.
Tornati dal raduno, Creb è provato ed invecchiato da questa scoperta che lo ha lasciato dubbioso ed amareggiato, Iza muore nel giro di poco, sfinita dalla malattia, Ayla perde il latte nell'assistere sua madre in punto di morte, ed anche Brun inizia a sentire il peso dell'età.
La morte di Iza sconvolge Ayla, che riversa ogni sua gioia sul piccolo Durc...il bambino cresce sano, è vivace ed amato da tutti, e le somiglia, perché parla come lei...infatti, il bimbo sviluppa per lei la parola "mamma", che non rivolge a nessun'altra donna, sebbene in molte lo accudiscano quando lei è a caccia oppure impegnata nel ruolo di Donna Medicina.
Tempo dopo la morte di Iza, Ayla e Creb si riappacificano...l'uomo la ama come se fosse sua figlia, ed arriva a perdonarla per il sacrilegio compiuto.
Si convince infatti che l'esistenza di bimbi come Durc - nel quale nota le somiglianze tra Ayla ed il Clan - e come Ura, potrà dare al Clan una possibilità di sopravvivere, e che la ragazza sia stata mandata dagli Spiriti per garantire al Clan un futuro, e non per avvisarlo della sua fine imminente come aveva inizialmente pensato...vede infatti Durc, parte del Clan - condannato all'estinzione - e degli Altri - destinati alla sopravvivenza - come l'unico, vero "figlio del Clan", destinato a portare avanti almeno in parte la loro discendenza.
Il momento di pace ha purtroppo breve durata...ormai anziano, Brun passa il comando a Brud, che decide di prendere Ayla come seconda compagna...la spinge però a rivoltarsi, togliendole il figlio per vendetta, affidandolo alla sorella, ed approfitta della sua ennesima ribellione per colpirla con la Maledizione di Morte, stavolta definitiva...la ragazza però, ormai temprata nello spirito, non soccombe alla disperazione, ma lancia un'ultima sfida all'uomo che l'ha sempre odiata, umiliandolo, prende con sé il necessario per sopravvivere, ed affida Durc alla sorella adottiva.
Immediatamente dopo la maledizione, un nuovo terremoto sconvolge la caverna, convincendo il Clan che Brud, scagliandosi contro la “prediletta degli Spiriti”, abbia provocato la loro collera. 
Il terremoto causa un crollo che uccide Creb, seppellendolo sotto le rocce, ed Ayla traccia i segni funebri per accompagnare nell’aldilà l’uomo che le ha fatto da padre.
Ormai sola, ed inizialmente restia a separarsi dal figlio, Ayla comprende invece di doverlo lasciare al Clan - unica realtà che conosce - poiché non sa cosa la aspetta nell'ignoto, e come gli Altri - già dimostratisi violenti verso il Clan - potrebbero accogliere il suo bambino...il Clan è quindi per lui l'unico posto sicuro, e la ragazza, con la morte nel cuore, capirà di doverlo abbandonare.
Ayla quindi parte portando con sé i propri averi, e si allontana verso l'orizzonte, in cerca dei suoi simili, con l'ultimo gesto di saluto di Brun nel cuore e con nelle orecchie il grido di suo figlio che la richiama indietro.

## Protagonisti
- Ayla: protagonista del romanzo e dell'intera serie, è una bimba Cro-Magnon che viene trovata e curata da un gruppo di Neandertaliani, e che malgrado la sua diversità vivrà con loro per molti anni come fosse una della loro specie. Considerata a volte strana e bizzarra per il suo comportamento inconsueto, e sebbene spesso in difficoltà nell'adattarsi alle loro usanze che sente istintivamente diverse dalle proprie - che però non ricorda - Ayla cresce comunque serena e felice fino ad undici anni, età in cui Brud la violenta e la mette incinta, e saprà sempre comunque farsi forza nonostante gli ostacoli che si pareranno sul suo cammino. A differenza delle altre donne, Ayla dimostra interesse ed attitudine per la caccia, cosa che le procura ulteriore perplessità da parte del popolo che l'ha accolta, ed altro odio da parte di Brud. A causa dei rancori con lui, a 14 anni sarà costretta ad andarsene, abbandonando il figlio, per cercare i propri simili ed andare incontro al proprio destino. Il suo Totem è il Leone delle Caverne.

- Iza: Donna Medicina del Clan di Brun, sorella di Brun - quindi zia di Brud - e di Creb, è la donna che trova ed adotta Ayla, curando la sua ferita e riconoscendola in seguito come fosse sua figlia naturale. Rispettata per il suo compito di guaritrice, che la pone come "prima" tra le donne del Clan - superiore anche alla compagna del Capo - e che le conferisce un proprio "status", Iza aveva un compagno violento che la picchiava per affermare la sua autorità su di lei, anche quando non era necessario. L'uomo muore nello stesso terremoto che uccide la famiglia di Ayla, e che spinge il Clan di Brun a cercare un nuovo riparo abbandonando il precedente, dove si è manifestata la collera degli Spiriti. Tale viaggio farà sì che Ayla venga ritrovata. Molto buona, paziente e saggia, Iza cercherà sempre di aiutare Ayla ad essere una "brava donna del Clan", anche quando comprenderà che le sue idee e la sua diversità non sono frutto di testardaggine, ma della differenza tra le loro razze. La linea di sangue di Iza come Donna Medicina è ininterrotta da quando esiste il Clan, poiché nella loro famiglia era sempre nata almeno una bambina che potesse ereditare il ruolo - trasmesso in linea femminile - di guaritrice, e ciò la rende ulteriormente rispettata anche tra le sue pari di altri Clan, al punto che Iza ha conoscenze ancora più approfondite ed importanti nel campo erboristico, e conosce dei preparati noti solo a lei ed alle sue antenate. Questo particolare "status" viene ereditato dalle figlie, anche da Ayla. Preoccupata per questa figlia alta e brutta - secondo i canoni del Clan - Iza le darà l'istruzione come Donna Medicina, in modo che possa avere un proprio ruolo sociale e non sia relegata ai margini della società senza un compagno che si occupi di lei, diventando quindi un peso non gradito. Iza nella prima parte della storia partorirà una figlia, Uba, concepita con il compagno defunto, che sarà per Ayla una sorella adottiva. Non avendo un compagno, Iza verrà affiliata al focolare del fratello Creb per non essere assegnata ad un altro uomo, e con lui crescerà le figlie. L'abilità e la naturale predisposizione di Ayla nell'apprendere le nozioni di medicina e di erboristeria, faranno sì che Iza arrivi a pensare che Ayla possa appartenere ad una stirpe di Donne Medicina degli "Altri". Quando Ayla rischierà di perdere il bambino, Iza comprometterà la propria salute per cercarle, in pieno inverno, le erbe necessarie ad evitare l'aborto, ammalandosi però al punto da non poter partecipare al Raduno dei Clan, al quale manderà in propria vece le figlie. Ormai anziana, Iza morirà poco dopo il ritorno di Ayla dal raduno, presumibilmente per complicazioni polmonari. Al momento della morte, rivelerà ad Ayla di averla amata più della propria figlia naturale e di chiunque altro, in quanto "figlia del suo cuore". Il suo Totem è l'Antilope Saiga.

- Creb: è il Mog-Ur, lo sciamano del Clan di Brun, fratello di Iza e di Brun, che aiuterà Iza a crescere Ayla. In gioventù, Creb fu aggredito da un Orso delle Caverne, che gli portò via parte del viso, del braccio e della gamba destra, lasciandolo gravemente invalido. L'abilità di guaritrice della madre gli permise di salvarsi, e Creb venne riconosciuto come "prescelto" dall'Orso delle Caverne, massima autorità spirituale dei Clan. Ciò permise a Creb di essere chiamato come accolito dell'allora sciamano, e di diventare il Mog-Ur, assumendo l'Orso come Totem. Pur potendolo fare, Creb non ha mai voluto una compagna, per non imporre ad una donna giovane e sana la propria invalidità, ed è sempre stato assistito da Iza per le necessità quotidiane come cucinare i pasti e preparare i vestiti. Come Mog-Ur, Creb è esonerato dalla caccia e dalle attività prettamente maschili - che non compie per la sua condizione, ma dalle quali potrebbe comunque esimersi per dedicarsi ai propri doveri sacerdotali - ma può richiedere una quota di ogni caccia, come "contributo" per il suo ruolo di rilievo sociale. Prima dell'arrivo di Ayla non l'ha mai pretesa tutta, poiché non gli occorreva, ma quando si pone il problema di Iza, vedova con due figlie di cui una adottiva, propone a Brun di accogliere la sorella e le nipoti al proprio focolare, per non gravare del compito un altro uomo del Clan, in cambio della quota intera, cosa che eviterà ad altri di pensare al mantenimento della donna e delle ragazze. Sebbene fratello della donna che le fa da madre, sarà per Ayla l'Uomo del Focolare - come veniva indicato l'uomo che aiutava la donna a crescere i figli, non essendo ancora riconosciuto il ruolo biologico del padre - ed amerà la bambina come una vera figlia, per quanto spesso sconcertato dalla sua intelligenza e dal suo modo di pensare. Avendo sviluppato in modo estremamente elevato le proprie capacità mistiche e psichiche, in quanto impedito in qualsiasi altro compito dalla propria invalidità, è il più importante dei Mog-Ur di tutto il Clan, anche rispetto agli altri Clan. Morirà nel terremoto che colpirà la Caverna dopo che Ayla sarà stata Maledetta da Brud, e la ragazza celebrerà le sue esequie come lo aveva visto fare con Iza. Il suo Totem di nascita, oltre all'Orso delle Caverne, è il Capriolo.

- Brun: capo del Clan, fratello maggiore di Iza e Creb, accetta ed accoglie Ayla nel Clan perché, come i fratelli, ricorda che la madre della loro madre curò un uomo degli "Altri", ed è quindi consapevole che anche gli     "Altri" sono umani, sebbene di una specie diversa. Uomo giusto e saggio, anche se assai severo, si dedica interamente al benessere del Clan ed alla difesa dei suoi membri. Molto religioso, cerca sempre i segni degli Spiriti per verificare la correttezza delle proprie azioni, e spesso si ritira a meditare per prendere le decisioni più importanti. Malgrado la diversità e le azioni di Ayla più di una volta lo lascino confuso e perplesso, sarà sempre giusto verso la ragazza e sovente riconoscerà il suo valore e le sue abilità, nonostante "mi abbia procurato più mal di testa lei che chiunque altro", come dirà tra sé quando dovrà decidere come punirla per aver cacciato senza poterlo fare, essendo donna. A modo suo, ammira Ayla per il suo coraggio e per la sua determinazione, e molto spesso glielo dimostrerà accettando le sue azioni, anche a prezzo di grandi conflitti interiori, pensando che se fosse stata un maschio, sarebbe stata invidiata da tutti per Totem, audacia e bravura. Profondamente affezionato al figlio Brud, che gli somiglia molto fisicamente al punto da convincerlo che sia "frutto del suo Totem", la sua più grande delusione è ammettere con sé stesso che il ragazzo, troppo egoista ed egocentrico, sarà un pessimo capo per la loro gente, e che probabilmente condannerà il Clan a tempi molto duri. Al momento della partenza di Ayla, le prometterà di vegliare su Durc, ed umilierà Brud dicendogli che avrebbe preferito avere Ayla come figlio, anziché lui. Prima che la ragazza scompaia all'orizzonte, fingendo di grattarsi il naso, la saluterà con il gesto che significa "che il Grande Orso ti accompagni". Il suo Totem è l'Uro.

- Brud: principale antagonista, è il figlio di Brun e della sua compagna. Destinato ad essere il successivo Capo, è un ragazzo abile, coraggioso ed audace, ma anche testardo, egocentrico, vendicativo ed avido di attenzioni. Costantemente in cerca di affermazione e di protagonismo, odia Ayla perché con la sua diversità gli sottrae quelle attenzioni che ritiene destinate a lui di diritto, a partire da quando, con la rivelazione del suo straordinario Totem, la bambina gli rubò la scena nella sua cerimonia per la virilità. Estremamente superstizioso, Brud avverte intimamente il destino delle loro differenti etnie, ed istintivamente la odia anche per questo, sebbene non se ne renda conto in maniera cosciente. Il suo livore per la ragazza lo porterà a violentarla più volte, al punto da metterla incinta del piccolo Durc, che tollererà comunque più che la madre, seppure di poco. Alla fine, l'odio per Ayla lo spingerà a maledirla, esiliandola, e costringendola alla partenza. Il suo Totem è il Rinoceronte Lanoso.
- Uba: sorella adottiva di Ayla, figlia di Iza e del suo precedente compagno, cresce con lei ed assieme a lei sviluppa le capacità di Donna Medicina. Molto affezionata alla ragazza, che considera una vera sorella, la andrà a cercare quando Ayla fuggirà per proteggere il figlio ed impedire che sia abbandonato in quanto apparentemente deforme, consigliandole di ritornare per non incollerire Brun, obbligandolo a scelte drastiche.  Alla partenza di Ayla, riceverà in custodia il nipote, promettendole di occuparsene. Uba si chiama come la nonna di Iza, Creb e Brud, e Creb ha scelto il suo nome per affetto verso la sorella. Quando Ayla lascerà il Clan, sarà la nuova Donna Medicina.

- Oga: compagna di Brud, cresce con Ayla fino a che non si accoppia con lui, del quale è sinceramente innamorata malgrado il carattere, rimanendo comunque in rapporti cordiali con la ragazza. Quando Brud per un certo periodo si accoppierà con la giovane donna per il gusto di perseguitarla, non ne sarà gelosa, e qualificherà il momento come una delle tante "stranezze" del compagno, spesso incomprensibile anche a lei.

- Ona: bambina del Clan, che Ayla salva dall'annegamento durante una battuta di pesca allo storione.

- Zoug: anziano cacciatore del Clan, amico di Creb, uomo di fiducia di Brun, maestro nell'arte di costruire e maneggiare la fionda. Con le sue spiegazioni, sarà l'inconsapevole maestro di Ayla in quest'arte - lei carpirà le nozioni osservandolo insegnare ai giovani cacciatori - e si affezionerà molto alla ragazzina, che manifesterà spesso nei suoi riguardi affetto ed ammirazione. Sebbene sconcertato dal fatto che Ayla lo consideri suo maestro, in quanto il suo insegnamento è stato assolutamente involontario, sarà fiero dei suoi risultati e della sua abilità.
- Drug: maestro costruttore di utensili del Clan, esperto intagliatore di selce, buon amico di Creb. Nella storia narrata è molto affezionato ad Ayla, specie dopo il salvataggio di Ona, e spesso si sofferma ad insegnarle come produrre oggetti quali raschiatoi, coltelli e lame da taglio.
- Guv: ragazzo del Clan, accolito del Mog-Ur, destinato a diventare il nuovo Mog-Ur quando Creb diventa troppo anziano per il ruolo. Decisamente succube di Brud, è un ragazzo di buon talento ma con altri interessi, come la caccia, che lo rendono un mediocre sciamano, assolutamente non al livello di Creb, le cui capacità sono state ulteriormente potenziate dal suo dedicarcisi senza distrazioni, impossibilitato dalla sua invalidità. Sarà il compagno di Ovra.

- Ovra: ragazza del Clan, che cresce con Ayla ed è con lei in ottimi rapporti di affetto ed amicizia. La ragazza affronterà una gravidanza complicata, partorendo prematuramente due maschietti non separati e quindi gravemente deformi. Sarà Ayla ad assistere al suo parto, occultando i piccoli e facendo credere che Ovra abbia dato alla luce un bambino nato morto, per non farla considerare sfortunata, e portando lontano i cadaveri, lasciandoli esposti come da tradizione tribale.

- Brac: figlio di Oga e Brud, nipote di Brun. È il bambino che Ayla salva dall'attacco di una iena, rivelando così le sue abilità di cacciatrice. Malgrado tale gesto inizialmente faccia provare gratitudine a Brud, che ama sinceramente il figlio, questo le procurerà in seguito ulteriore odio da parte sua, che non sopporta di esserle debitore.

- Ura: bambina di un altro Clan, simile al figlio di Ayla - è figlia di una donna violentata dagli "Altri" - che gli verrà promessa in sposa durante il Raduno dei Clan.

- Durc: figlio di Ayla, frutto della violenza di Brud, e quindi figlio di Brud, nipote di Brun e fratellastro di Brac. Inizialmente ritenuto deforme, Durc è il risultato dell'unione tra le due specie, e porta parte dei tratti somatici di entrambe. Nato debole a causa della convivenza di tratti genetici a volte discordanti, crescerà poi sano e forte, amato da tutti, vivace e felice. Come la madre, sa parlare, e come lei da piccola, sorride e sa ridere, anche se non sa piangere - ha ereditato gli occhi del Clan, privi di dotti lacrimali collegati all'emotività - cosa che Creb scopre giocando con lui. Dopo la partenza della madre, è probabile che dimentichi tali abitudini, poiché sconosciute ed impossibili per i membri del Clan. Il suo Totem è il Lupo Grigio.

- Durc (leggenda): il nome del figlio di Ayla deriva da una leggenda del Clan, il cui protagonista parte alla ricerca di "un luogo migliore", non facendo capire quale sia stato poi il suo destino. La leggenda dovrebbe insegnare ai bimbi del Clan a rispettare le tradizioni ed a non andare in cerca dell'ignoto, ma ad Ayla piace proprio perché coraggioso ed innovatore, cosa che marca nuovamente la differenza tra il suo modo di pensare, più intraprendente, e quello del Clan. Creb sceglierà il suo nome per il figlio della ragazza, in segno di affetto.

## Altri volumi della serie
- La valle dei cavalli
- Gli eletti di Mut
- Le pianure del passaggio
- Focolari di pietra
- La terra delle caverne dipinte

## Edizioni
- Jean M. Auel, Ayla figlia della Terra, traduzione di S. Stefani, collana TEA, Longanesi, 1991,  p. 452, ISBN 88-7819-233-3.